# Малопесьяна
Малопесья́на (рос. Малопесьяная) — присілок у складі Варгашинського району Курганської області, Росія. Входить до складу Варгашинської селищної ради.
Населення — 18 осіб (2010, 28 у 2002).